# Bartosz Brożyński
Bartosz Wojciech Brożyński (ur. 28 lutego 1993 w Gryficach) – polski radca prawny i polityk, od 2024 roku wicewojewoda zachodniopomorski.

## Życiorys
Studiował prawo na Uniwersytecie Szczecińskim. Był dyrektorem biura posła na Sejm Arkadiusza Marchewki oraz asystentem posła do Parlamentu Europejskiego Dariusza Rosatiego. Został radcą prawnym, zarejestrował się w Okręgowej Izbie Radców Prawnych w Szczecinie, założył własną kancelarię prawną. Został także wykładowcą w Katedrze Logistyki w Instytucie Zarządzania Uniwersytetu Szczecińskiego.

### Działalność polityczna
Dołączył do Platformy Obywatelskiej. Został radnym szczecińskiego osiedla Niebuszewo-Bolinko. 17 stycznia 2024 roku został powołany na stanowisko pierwszego wicewojewody zachodniopomorskiego zastępując na tej funkcji Tomasza Wójcika.